# Jerkiebułan Kosajew
Jerkiebułan Muratbiekowicz Kosajew (ros. Еркебулан Муратбекович Косаев; ur. 30 października 1988) – kazachski judoka. Olimpijczyk z Londynu 2012, gdzie zajął dziewiąte miejsce wadze ekstralekkiej.
Uczestnik mistrzostw świata w 2010, 2011 i 2014. Startował w Pucharze Świata w latach 2009-2011. Piąty na igrzyskach azjatyckich w 2010. Brązowy medalista mistrzostw Azji w 2011 roku.

## Letnie Igrzyska Olimpijskie 2012
| Konkurencja | Eliminacje            | Eliminacje                | Klas. końcowa |
| Konkurencja | Przeciwnik I          | Przeciwnik II             | Miejsce       |
| ----------- | --------------------- | ------------------------- | ------------- |
| 60 kg       | Sérgio Pessoa (CAN) Z | Howhannes Dawtian (ARM) P | 9.            |